# Hreblja (okres Chust)
Hreblja (česky také Šard Vyžní nebo Vyšný Sard, ukrajinsky Гребля, maďarsky Felsőkaraszló) je obec v Zaričské venkovské komunitě v okrese Chust v Zakarpatské oblasti na Ukrajině. Vesnice se nachází 5 km od města Irshava, na pravém břehu řeky Boržavy.Na území obce jsou minerální a termální sirovodíkové prameny a ložiska zemního plynu. V roce 2001 zde žilo 1312 obyvatel.

## Historie
První osadníci se z velké části zabývali rybolovem, neboť řeky byly bohaté na různé druhy ryb. Archivy uvádějí, že vesnice se jmenovala Verkhnii Karaslov. Podle legend vznikl název podle jména karasové ryby, která byla nalezena v řece.
Každým rokem se počet obyvatel vesnice zvyšoval, ale řeka Boržava se často vylila z břehů. Lidé si pak začali vybírat místa osídlení na přírodních vyvýšeninách, aby jim neublížily povodně. Mezi levým břehem starého koryta Boržavy a pravým břehem Malé Sinjavky se usadilo čtrnáct rodin. Název obce pochází z toho, že lidé řeku hradili, aby jim voda nespláchla domy; vykopali kanál od řeky Boržava k řece Mala Synjavka, dlouhý asi 800 metrů.
Před Trianonskou mírovou smlouvou byla obec součástí Uherska. Poté byla součástí první československé republiky.

## Osobnosti
- Jurij Pohoriljak (1922–1945), rotný, příslušník 1. československé samostatné brigády v SSSR, padl v boji, držitel Československého válečného kříže 1939[2]